# Sieglinde Winkler
Sieglinde Winkler (ur. 30 marca 1966 w Ferlach) – austriacka narciarka alpejska.
W zawodach Pucharu Świata zadebiutowała 19 grudnia 1981 roku w Saalbach, gdzie zajęła 28. miejsce w zjeździe. Pierwsze punkty (w latach 1980–1991 punktowało 15 najlepszych zawodniczek) wywalczyła 13 lutego 1982 roku w Arosie, gdzie zajęła siódme miejsce w tej samej konkurencji. Na podium zawodów tego cyklu pierwszy raz stanęła 11 stycznia 1986 roku w Badgastein, kończąc rywalizację w zjeździe na drugiej pozycji. W zawodach tych rozdzieliła Marię Walliser ze Szwajcarii i swą rodaczkę, Katharinę Gutensohn. W kolejnych startach jeszcze dwa razy stanęła na podium: 2 marca 1986 roku w Furano była druga w supergigancie, a 10 stycznia 1987 roku w Mellau zajęła trzecie miejsce w zjeździe. W sezonie 1985/1986 zajęła 26. miejsce w klasyfikacji generalnej, a w klasyfikacji zjazdu była trzynasta.
Nie startowała na igrzyskach olimpijskich ani mistrzostwach świata.
Jej mężem jest były skoczek narciarski Ernst Vettori, mają dwójkę dzieci

## Osiągnięcia

### Puchar Świata

#### Miejsca w klasyfikacji generalnej
- sezon 1981/1982: 50.
- sezon 1982/1983: 45.
- sezon 1983/1984: 63.
- sezon 1984/1985: 43.
- sezon 1985/1986: 26.
- sezon 1986/1987: 40.

#### Miejsca na podium
1. Badgastein – 11 stycznia 1986 (zjazd) – 2. miejsce
2. Furano – 2 marca 1986 (supergigant) – 2. miejsce
3. Mellau – 10 stycznia 1987 (zjazd) – 3. miejsce